# 于尔约·尼卡宁
于尔约·尼卡宁（芬蘭語：Yrjö Nikkanen，1914年12月31日—1985年11月18日），芬兰男子田径运动员，主攻标枪。他曾代表芬兰参加1936年夏季奥林匹克运动会田径比赛，获得男子标枪银牌。